# 병천초등학교
병천초등학교는 대한민국 충청남도 천안시 동남구에 있는 공립 초등학교이다.

## 학교 연혁
- 1929년 3월 30일: 설립인가
- 1929년 5월 2일: 개교
- 1938년 4월 1일: 갈전공립심상소학교로 개칭
- 1941년 4월 1일: 갈전공립국민학교로 개칭
- 1943년 4월 1일: 병천국민학교로 개칭
- 1981년 3월 1일: 병설유치원 개원
- 1996년 3월 1일: 병천초등학교로 개칭
- 2019년 1월 3일: 제88회 28명 졸업
- 2019년 3월 1일: 13학급 편성, 병설유치원 1학급

## 참고 자료
- 병천초등학교 - 한국교육학술정보원 학교알리미